# Gennaro Cosenza

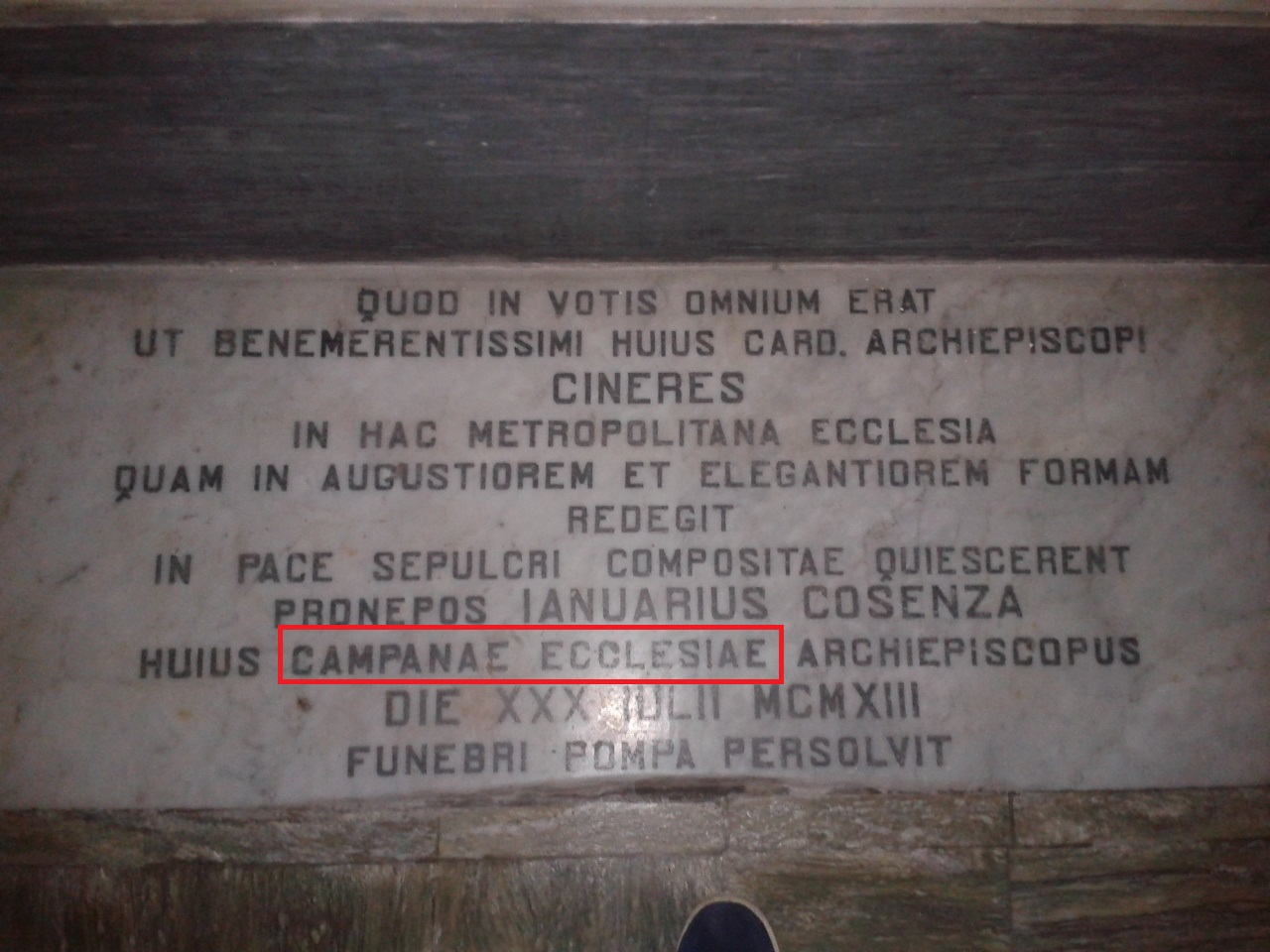

Gennaro Cosenza (* 5. März 1852 in Neapel, Königreich beider Sizilien; † 20. März 1930) war ein italienischer römisch-katholischer Geistlicher. Er war Bischof von Caserta von 1893 bis 1913, anschließend bis kurz vor seinem Tod Erzbischof von Capua.
Cosenza wurde am 12. Juli 1874 zum Priester geweiht. Papst Leo XIII. ernannte ihn am 23. Juni 1890 zum Titularbischof von Dioclea und Weihbischof in Telese e Cerreto Sannita. Guglielmo Sanfelice d’Acquavella, Erzbischof von Neapel, weihte ihn am 13. Juli 1890 in Neapel zum Bischof. Mitkonsekratoren waren Agnello Renzullo, Bischof von Nola, und Filippo Degni di Salento, Weihbischof in Neapel. Am 12. Juni 1893 ernannte Papst Pius XII. ihn zum Bischof von Caserta. Papst Pius X. ernannte ihn am 4. März 1913 zum Erzbischof von Capua. Am 2. Januar 1930 nahm Papst Pius XI. seinen Rücktritt an und ernannte ihn zum Titularerzbischof von Cyrrhus.